# Chaenomugil
Chaenomugil is een monotypisch geslacht van straalvinnige vissen uit de familie van harders (Mugilidae).

## Soort
- Chaenomugil proboscideus (Günther, 1861)